# Passing Strange
Passing Strange è un documentario del 2009, diretto da Spike Lee, tratto dal musical di Stew.

## Trama
Spike Lee riprende tre volte il musical: due volte con la presenza del pubblico e una volta con il teatro vuoto.
Alla fine del 1970, un giovane artista afroamericano lascia Los Angeles e parte per l'Europa, alla ricerca di se stesso.